# Questão do Pirara
A Questão do Pirara foi um conflito diplomático entre Portugal (depois de 1822, Brasil) e Reino Unido, iniciado no início do século XIX e terminado em 1904 com a cessão pelo Brasil de parte do território disputado entre os dois países. Envolvia a posse do território que hoje se situa entre o estado de Roraima e a margem do rio Rupunúni na atual República Cooperativa da Guiana. A questão foi além de combates e invasões, envolvendo a diplomacia internacional, a advocacia e várias décadas sem uma decisão final.
O Pirara foi de todos os contenciosos fronteiriços em que o Brasil se envolveu o único em que o país saiu em desvantagem. Até então, de acordo com o Tratado de Utrecht, eram aceitos como limites entre as terras brasileiras e as inglesas o divisor de águas das bacias dos rios Amazonas e Essequibo até as nascentes do Tacutu e, a partir daí, a fronteira seguia pela margem do Rupunúni e pelo divisor natural entre o Maú, o Potaro e o Mazarúni.
Com a perda da área, o Brasil não só deixou de ter acesso à bacia do Essequibo, através do Rupunúni, como deu à então Guiana Britânica acesso à bacia Amazônica através dos seus afluentes Tacutu e Maú.

## Etimologia
Pirara é originalmente o nome do rio homônimo na região do atual departamento de Alto Tacutu–Alto Essequibo, na Guiana. Esse topônimo é a forma apocopada de pirarara, nome popular do peixe Phractocephalus hemioliopterus muito comum na bacia amazônica.

## Fronteira com os Países Baixos
Embora a Guiana tenha obtido sua independência do Reino Unido, os neerlandeses foram os primeiros europeus a estabelecer colônias no local. 
O controle dos Países Baixos sobre a área cessou quando os britânicos assumiram o controle em 1796. Em 1815, as colônias de Essequiba, Demerara e Berbice foram oficialmente entregues ao Reino Unido no Congresso de Viena em 1796, os neerlandeses cederam formalmente a área em 1814. Em 1831, as três colônias separadas tornaram-se uma única colônia britânica conhecida como Guiana Britânica.
Durante o domínio neerlandês, Portugal estudou estabelecer a fronteira através da linha do divisor de águas, porém, em 1783, o capitão de fragata Antônio Pires da Silva Pontes, mais bem informado, pronunciou-se pelas fronteiras da pretensão neerlandesa, bem mais vantajosas ao Brasil, ou seja, as serras de Pacaraima e uma linha traçada do monte Anaí em direção ao sudeste, linha que, começando na margem direita do Rupunúni, atravessava o Sipó ou alto Essequibo, e ia terminar na serra de Tumucumaque perto da nascente do Courantine.
Tal fronteira foi apresentada por Laurens Storm van’s Gravezande em 1758, na época governador das colônias neerlandesas de Essequibo e de Demerara, aos diretores da Companhia Holandesa das Índias Ocidentais como sendo os confins meridionais das possessões neerlandesas no subcontinente sul-americano.
Nunca houve tratado de limites entre Portugal e Países Baixos, mas suas possessões na América se encontravam de fato delimitadas desde o século XVIII nessa região, pois Portugal adotava as linhas fronteiriças que os Países Baixos se atribuíram. Quando da transferência das colônias para os ingleses, em 1803, estes teriam recebido as colônias no estado em que estavam, ou seja, com as delimitações tacitamente acordadas entre os Países Baixos e Portugal.

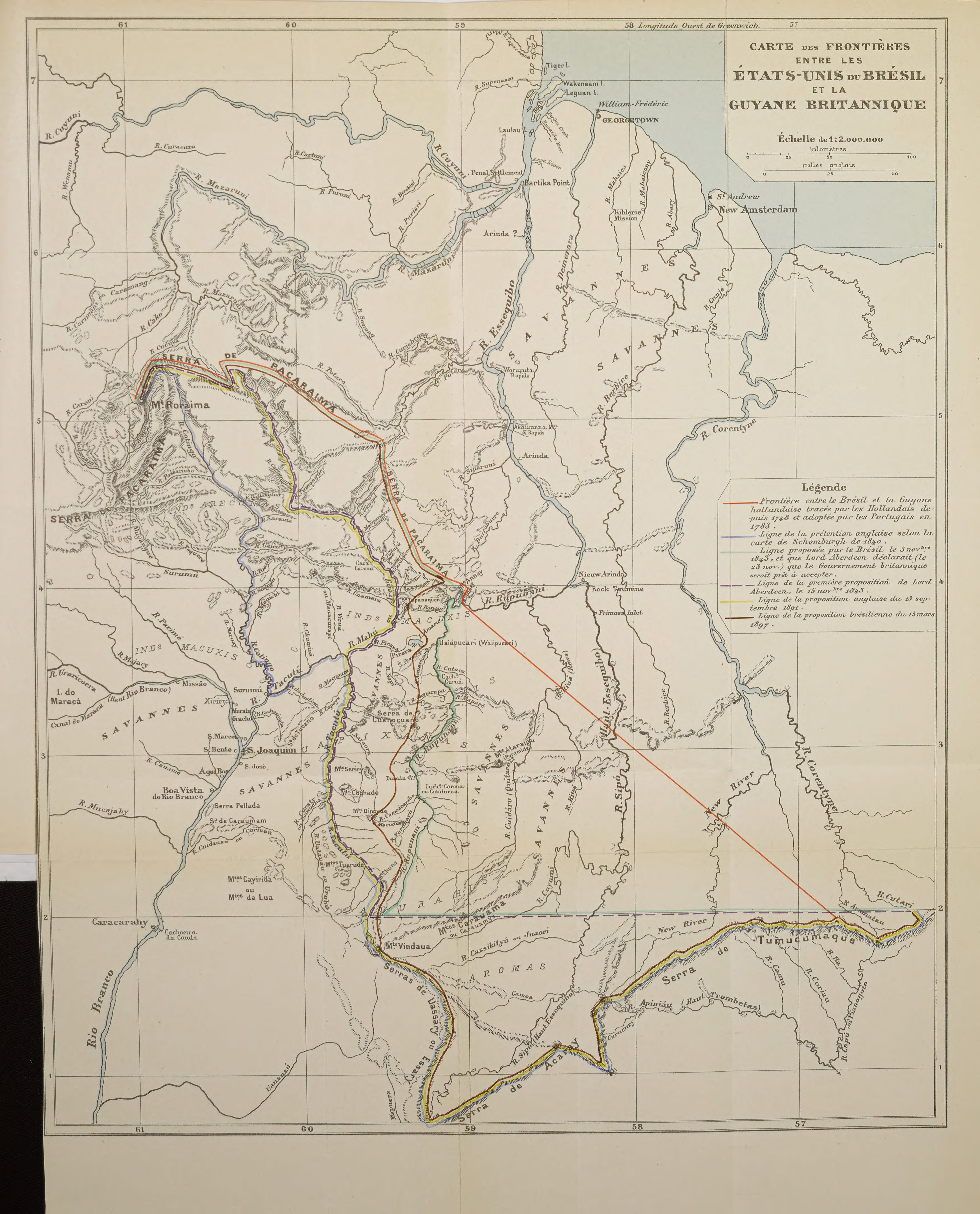
Mapa elaborado pelo Barão do Rio Branco apresentado a então fronteira (que levava em conta a divisória de águas) entre os Países Baixos e Portugal, bem como as diversas propostas brasileiras e inglesas que antecederam a arbitragem realizada pelo rei italiano Vítor Emanuel III.

## O contencioso

### Antecedentes

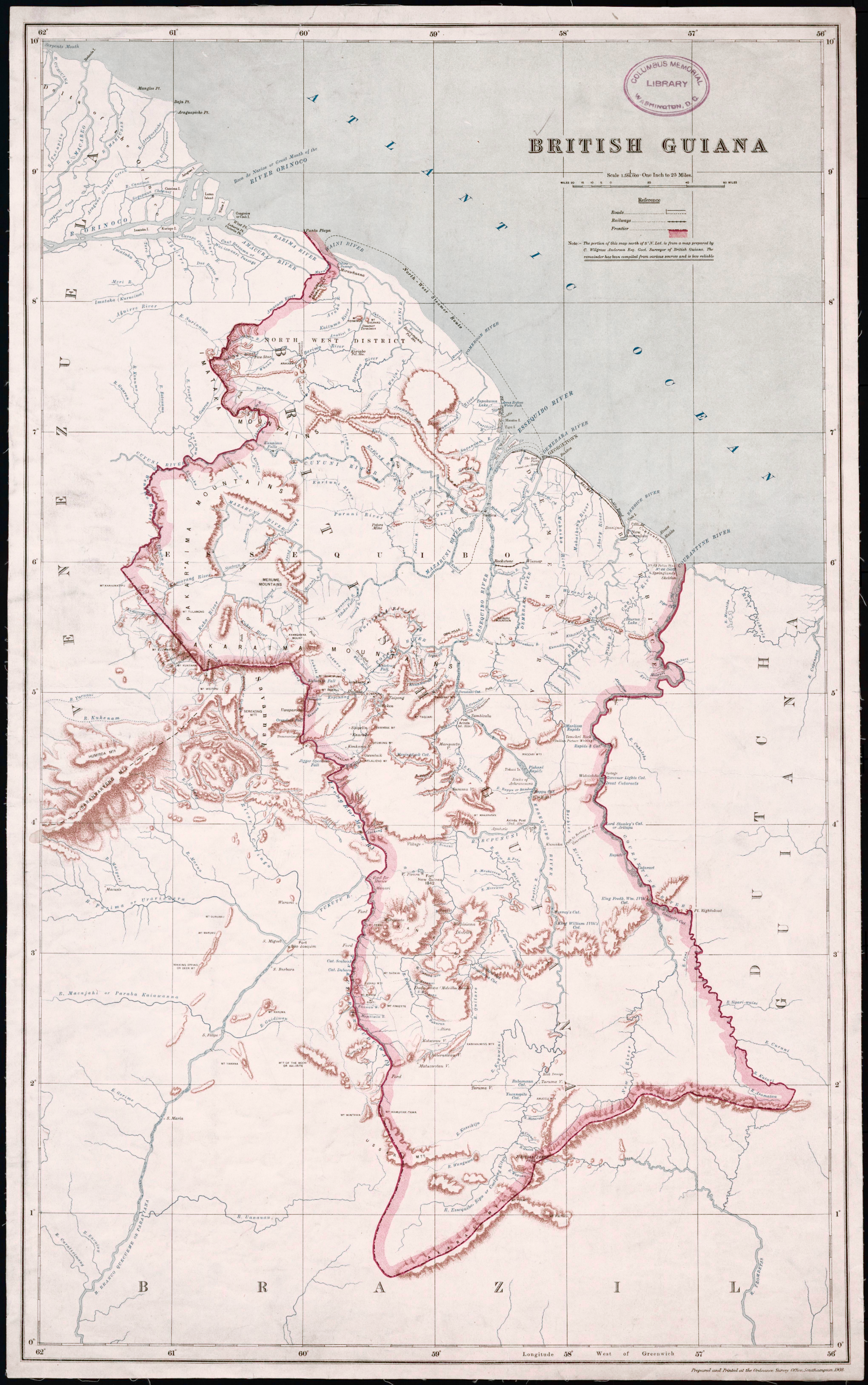
Mapa da Guiana Inglesa em 1908 com o território do Pirara já incorporado

Entre 1810 e 1811, soldados ingleses entraram na região e o comando do forte brasileiro os recebeu cordialmente, impedindo-lhes, no entanto, de prosseguirem sua missão de penetração territorial.
Em 1835, o alemão Robert Schomburgk, que trabalhava para os ingleses, foi à região supostamente a título de fazer um levantamento da geografia física da Guiana interiorana. Enviou a Londres relatórios denunciando a quase inexistente soberania portuguesa no que hoje se chama Roraima. Sugeriu então que a Inglaterra ocupasse algumas áreas permanentemente. Não houve reação brasileira, pois as autoridades do Pará tinham as atenções monopolizadas pelas agitações sociopolíticas da província. Somente em 1840, houve a reocupação da região por pequeno destacamento militar brasileiro, forçado posteriormente a se retirar ante a ameaça de um ataque por forças inglesas em número superior.
Em 1842, o Brasil propôs e a Inglaterra aceitou a neutralização do território até que se chegasse a um acordo definitivo, mas a despeito disso os ingleses estenderam sua influência na área neutralizada.
A corte inglesa e a opinião pública receberam bem o relatório, tendo sido enviado o missionário protestante Thomas Yound para avaliar a situação. Yound ficou na região do Pirara catequizando índios para a religião e o domínio britânicos, ensinando ainda o idioma daquele país e hasteando a bandeira inglesa no que era então considerado solo brasileiro.
O presidente da província do Pará, general Soares de Andrea, ordenou que o comandante do forte, Capitão Ambrósio Aires, e o frei José Santos Inocentes intimassem o missionário pessoalmente a retirar-se da região. Ele, por sua vez, cumpriu as exigências, mas levou consigo os índios que outrora haviam sido por ele catequizados.

### Aumento da pressão inglesa
A tentativa de domínio da região por parte dos ingleses não acabou aí e a partir de 1840 iniciou-se um conflito de interesses que envolveria a casa real italiana e os tribunais internacionais. Nessa data, o germânico Schomburgk desenhou um mapa que continha a região do Tacutu, do Mau e até do Surumu, mostrando que era ocupada por "tribos independentes", enviando-o a Londres. Indicou uma nova fronteira entre as terras brasileiras e as terras da atual Guiana, tendo como limites os rios Cotingo e Surumu.
A carta impressionou a opinião pública britânica, que passou a exigir que as sugestões do alemão fossem acatadas pelo governo inglês. A presença brasileira na fronteira era fraca devido à distância dos grandes centros. No entanto, o governo paraense protestou em Belém diante o cônsul inglês, assim como o governo do Brasil protestou na capital britânica por meio do embaixador brasileiro. Os protestos fizeram o governo inglês recuar, retirando os marcos provisórios já colocados na região, mas não desistindo de vez. Em 1842, foi recebida em Londres uma recomendação brasileira para que a área em litígio (a região a oeste do rio Rupununi) fosse "neutralizada".
A Inglaterra concordou, mas não recuou de suas reivindicações: aceitou a neutralização apenas com a inclusão das áreas das bacias do Cotingo e do Maú. Essa disputa diplomática se prolongou até 1898, até que o Brasil acatou a proposta dos anglófonos de submeter a questão ao governo italiano, o qual atuaria como árbitro. Durante esse interstício, o Brasil faria duas contrapropostas, e a Inglaterra mais outras três.
Todas as linhas de fronteira que resultam destas diferentes proposições encontram-se traçadas na Carte des frontières entre les États-Unis du Brésil et la Guiane Britannique, mapa apensado nas memórias do Barão do Rio Branco. São elas:
| | Ao Brasil | Ao Brasil       | À Grã-Bretanha | À Grã-Bretanha  |
| | Km quad.  | Milhas inglesas | Km quad.       | Milhas inglesas |
| --- | --------- | --------------- | -------------- | --------------- |
| Primeira proposta brasileira (ARAÚJO RIBEIRO, 3 de novembro de 1843)..................................................                      | 33 987    | 13,127          | 20.700         | 7,995           |
| Primeira proposta inglesa (LORDE ABERDEEN, 15 de novembro de 1843):.................................................                        | 21 650    | 8,362           | 33.037         | 12,760          |
| Declaração inglesa (LORDE ABERDEEN, 23 de novembro de 1843)......................................................                           | 33 987    | 13,127          | 20.700         | 7,995           |
| Segunda proposta inglesa (T. SANDERSON, 12 de setembro de 1891)........................................................                     | 8 800     | 3,399           | 45.887         | 17,723          |
| Segunda proposta brasileira (SOUZA CORRÊA, 15 de março de 1897)........................................................                     | 18 200    | 7,300           | 35.787         | 13,822          |
| Contraproposta inglesa (nota de 22 de abril de 1897) ...................................................................................... | 8 800     | 3,399           | 45.887         | 17,723          |

Elas dividem o território contestado em cinco seções, cuja descrição e superfície aproximadas são as seguintes:
| A leste do Rupununi e da serra de Essari: | Quilômetros quadrados | Milhas inglesas quadradas |
| --- | --------------------- | ------------------------- |
| 1. Seção compreendida entre a margem direita do Rupununi, a linha reta estendida da confluência do Anaí às cercanias da nascente do Aramatau, na serra de Tumucumaque e o paralelo de 2°N.......................                                                               | 20 700                | 7 995                     |
| 2. Seção entre o paralelo de 2°N e as serras de Essari, Acarai, e Tumucumaque............................................. | 12 850                | 4 963                     |
| A oeste do Rupununi e a serra do Pacaraima: |                       |                           |
| 3. Seção compreendida entre a margem esquerda do Rupununi, a leste, e, a oeste, a linha do divisor de águas, indo na direção desse rio e dos que correm em direção ao Tacutu e ao Maú......................................                                                    | 2 237                 | 864                       |
| 4. Seção entre essa mesma linha do divisor de águas, seguindo pela da Serra de Pacaraima, a leste e ao norte, e a margem direita do Tacutu assim como a margem esquerda do Maú, a oeste...............................                                                         | 10 100                | 3 901                     |
| 5. Seção entre a serra de Pacaraima, ao norte, a margem direita do Maú, a leste, a margem esquerda do Cotingo, a oeste, e, ao sul, a parte da margem direita do Tacutu compreendida entre as confluências do Cotingo e do Maú................................................. | 8 800                 | 3 399                     |
| Total......................................................... | 54 687                | 21 122                    |

Vê-se, portanto, que, enquanto o Brasil aumenta consideravelmente suas concessões, a última contraproposta inglesa lhe oferece somente condições
bem mais desfavoráveis que as da proposta inicial de lorde Aberdeen em 1843. Se levar-se em conta que todo o território contestado encontra-se fora
das fronteiras que a Holanda reivindicava e que a Grã-Bretanha só baseia suas pretensões em cima dos antigos direitos da Holanda, reconhecer-se-á
sem dificuldade que somente uma das duas partes faz concessões nesse caso, renunciando verdadeiramente a territórios: o Brasil.
A pedido do Barão do Rio Branco, que não pôde se ocupar da questão, Joaquim Nabuco foi o indicado brasileiro para acompanhar o julgamento, que seria feito pelo rei italiano Vitório Emanuel III. Nabuco aprofundou-se na causa, argumentando de forma magistral sobre a supremacia dos lusófonos na região. Foram dezoito volumes de material argumentativo desenvolvido pelo pernambucano.

### Arbitragem da Itália

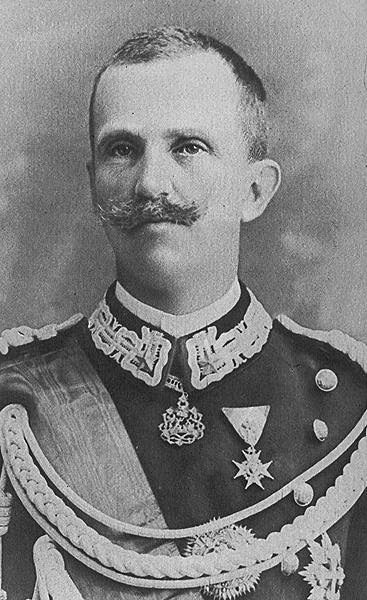
Vitório Emanuel III

Em 1904 a decisão foi tomada pelo rei italiano: 19 630 km² seriam retirados do Brasil e entregues à Inglaterra, somando territórios à sua então colônia, e 13 570 km² seriam devolvidos ao Brasil, definindo assim, os limites da fronteira.
Com sentença de duas páginas, Vitor Emanuel resolveu dividir o território, o que favoreceu a Grã-Bretanha.
Imediatamente, surgiram dúvidas sobre a seriedade e isenção do árbitro escolhido. Perguntou-se se o rei, por si ou por seus assessores, havia realmente lido e estudado os documentos que lhe foram entregues, suspeita que já havia sido levantada pelo próprio Joaquim Nabuco antes do proferimento do laudo. A brevidade do laudo arbitral, duas páginas, em aberto contraste com as novecentas com que o presidente da Confederação Helvética, Walter Houser, solucionara a questão do Amapá; a dispensa da integralidade do prazo de seis meses que o tratado de compromisso arbitral anglo-brasileiro concedia ao árbitro para estudar a questão, algo até então inusitado; os vários interesses geopolíticos que vinculavam a Itália à Inglaterra, tudo se somou para criar, no Brasil, a impressão de que o país fora ludibriado por interesses outros, alheios aos discutidos perante o árbitro.
Anos mais tarde, ao saber na cerimônia de apresentação do embaixador dos Estados Unidos, Lloyd G. Griscom, que seu posto anterior fora no Brasil, o rei teria comentado que lera cada palavra dos volumes das 'memórias' nos quais os brasileiros publicaram quantidades de mapas que eram absolutamente falsos.
Para José Theodoro Mascarenhas Menck, a raiz do fracasso brasileiro está no fato de o árbitro, aconselhado por seus auxiliares juristas, todos então ilustres catedráticos de Direito Internacional Público, ter entendido ser aplicável ao caso a doutrina jurídica para a partição da África, cujas origens se encontravam no célebre Congresso de Berlim de 1885. O Brasil teria sido vítima não de interesses escusos, mas, principalmente, de uma atabalhoada evolução do Direito Internacional Público no tocante à ocupação de terras vazias, terrae nullius. Tal razão para o “malogro” da causa brasileira já havia, inclusive, sido constatada pelo próprio Joaquim Nabuco

### Joaquim Nabuco

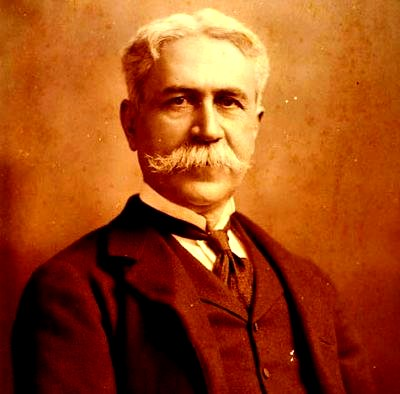
Joaquim Nabuco em 1902

Junho de 1904 foi um mês marcante tanto na história da demarcação dos limites do Brasil como na vida pessoal de Joaquim Nabuco, o advogado brasileiro na Questão do Pirara. Após longos e penosos anos de tratativas, negociações, estudos e trabalhos, após a fatigante redação de três grossas memórias, cujo conteúdo se derramou em dezoito volumes, anunciava-se, finalmente, o laudo arbitral do rei da Itália, Vitório Emanuel III, no litígio fronteiriço que o Brasil sustentava com a Inglaterra desde 1840.
A ansiedade dominou, naquele mês, a alma do advogado brasileiro que sacrificara muito para ocupar aquela posição. Vários de seus mais íntimos companheiros, amigos e correligionários da campanha da abolição e que haviam permanecido fiéis à monarquia, jamais o perdoariam por ter aceito o convite do presidente Campos Salles para trabalhar nesse litígio, pois, afinal, significava trabalhar para a República, algo então impensável para os monarquistas convictos. Para seus antigos companheiros, Joaquim Nabuco traíra a causa monarquista, cujo manifesto de resistência, ironicamente, fora escrito por ele, e disso seria acusado pelo resto de sua vida.
Aos 14 de junho, o rei Vitório Emanuel III lia, perante o embaixador inglês junto ao Quirinal e o chefe da Missão Especial do Brasil, o laudo arbitral que fora datado de 6 daquele mesmo mês. Para o Brasil, como um todo, e para Joaquim Nabuco, em particular, o laudo foi uma decepção. Desde o início foi considerado uma vitória inglesa. 
Naquele mesmo dia, em sua correspondência diária a sua mulher, Nabuco escreveu: “14 de junho. Hoje todo o dia não te escrevi, mas não quero deitar-me sem o fazer; tenho pensado muito em ti e nos filhos, na decepção que lhes causou o meu insucesso deste dia. Foi um quarto de hora terrível o da leitura que o Rei nos fez, ao Embaixador inglês e a mim, da sentença, que concluía pela vitória da Inglaterra. Nunca esperei que o Rei desse aos ingleses o Tacutu como fronteira... Todos hoje foram extrema e delicadamente amáveis comigo. O Bispo do Pará, o de Goiás estiveram em minha casa e jantamos todos os da Missão e mais o Regis com o Barros Moreira. Agora o que resta é apressarmos o nosso encontro. Tenho consciência de ter feito o que era humanamente possível... A consciência de ter feito o mais inspirou-me um desdém transcendente ao ouvir a sentença, mas se a inteligência desdenhava, o coração lamentava o desastre do nosso incontestável território, e a mão tremia-me quando tive que assignar o recibo dela.”
Poucos dias após voltava ao tema: “17 de junho. Eu fiz o que me era possível, empenhando no meu trabalho toda a minha vida, dando-lhe todo o meu amor; estou certo que se a nossa causa naufragou não foi por insuficiência do seu advogado. Não me hei de suicidar por ter perdido. No futuro mapa do Brasil o rombo pelo qual a Inglaterra penetrou na bacia do Amazonas, depois de ter impedido a França de o fazer, lembrará o meu nome, mas lembrará também uma grande defesa, a mais dedicada e completa que a nação podia esperar. Tenho feito todo o meu dever, estou com a consciência tranquila mas o coração sangra-me; parece-me que sou eu o mutilado do pedaço que falta ao Brasil; ao mesmo tempo abate-me e eleva-me o espírito, conforme passo de um modo de ver para outro, à ideia que fui eu o representante brasileiro no pleito em que ele perdeu a margem direita do Tacutu. Que podia eu fazer quando não valeram as notas de Aureliano Coutinho, a Memória do Rio Branco e os mapas portugueses do século XVIII.”
O Brasil foi-lhe solidário, as manifestações de apreço por sua pessoa e por sua obra foram várias e de todas as classes sociais. Joaquim Nabuco, no entanto, jamais voltaria ao Brasil, exceção feita a uma rápida viagem em 1906, quando veio para presidir a Terceira Conferência Internacional Americana no Rio de Janeiro, ocasião em que foi alvo de calorosas manifestações populares. Morreria em Washington em 17 de janeiro de 1910, sempre recordando, em suas cartas privadas, o infausto laudo arbitral de 1904.
Em todo caso, para Nabuco, o insucesso fora dramático. Aos íntimos ele não escondia a profundidade do golpe: “isso vai me matar”, dizia.